# キム・ソンギュン
キム・ソンギュン（朝: 김 성균、1980年7月5日 - ）は、韓国の俳優。ULエンターテインメント所属。

## 出演作品

### 映画
- 悪いやつら（2012年） - パク・チャンウ 役
- 隣人-The Neighbors-（2012年） - リュ・スンヒョク 役
- 577プロジェクト（2012年） - 本人 役
- 結界の男（2013年） - コ・チュンボン 役
- サウスバウンド 南へ走れ（2013年） - ホン・マンドク 役
- シークレット・ミッション（2013年） - ソ・スヒョク 役
- ファイ 悪魔に育てられた少年（2013年） - イ・ドンボム 役
- ローラーコースター!（2013年） - ヤンホ 役
- サスペクト 哀しき容疑者（2013年） - リ・グァンジョ 役
- 群盗（2014年） - チャン 役
- 私たちは兄弟です（2014年） - パク・ハヨン 役
- ごめん、愛してる、ありがとう（2015年） - ホ・テヨン 役
- いつか家族に（2015年） - クンリョン 役
- 鬼はさまよう（2015年） - スンヒョン 役
- 退魔:巫女の洞窟（2015年） - シン・ジンミョン 役
- 探偵ホン・ギルドン 消えた村（2016年） - カン・ソンイル
- 監獄の首領（2017年） - キム・サンジュ 役
- 保安官（2017年） - ドクマン 役
- 詩人の恋（2017年） - ボンヨン 役
- 支度（2017年） - インギュ 役
- ゴールデンスランバー（2018年） - チェ・グムチョル 役
- 残酷な怪物（2018年） - カン刑事 役
- 僕と春の日の約束（2018年） - アディダス男 役
- 目撃者（2018年） - ヒョンギュン 役
- 風水師 王の運命を決めた男（2018年） - キム・ビョンギ 役
- ディノ・キング 恐竜王国と炎の山の冒険（2018年） - サイ 役
- 手紙 オモニの願い（2019年） - 路地裏の酔客 役
- 鬼手（2019年） - ホ・イルド 役
- 雨とあなたの物語（2021年） - 塾講師 役
- 奈落のマイホーム（2021年） - パク・ドンウォン 役
- ハンサン -龍の出現-（2022年） - 加藤嘉明 役
- ソウル・バイブス（2022年） - イ・ヒョンギュン 役
- ソウルの春（2023年） - キム・ジュニョプ（金晋基（朝鮮語版）がモデル） 役

### ドラマ
- 君の声が聞こえる（2013年、SBS） - 刑事 役
- 応答せよ1994（2013年、tvN） - サムチョンボ 役
- 放課後のくじ引き（2013年） - ソ・ガンジュンの母 役
- ずる賢いバツイチの恋（2014年、MBC） - 保安チーム長 役
- 恋のスケッチ～応答せよ1988～（2015 - 2016年、tvN） - キム・ソンギュン 役
- 麗〜花萌ゆる8人の皇子たち〜（2016年、SBS） - チェ・ジモン 役
- アントラージュ 〜スターの華麗なる人生〜（2016年、tvN） - 本人 役
- 君を愛するその日まで～アンタッチャブル～（2017 - 2018年、JTBC） - チャン・ギソ 役
- 熱血司祭（2019年、SBS） - ク・デヨン 役
- 賢い医師生活（2020年、tvN） - ジョンウォンの兄・次男 役
- D.P. -脱走兵追跡官-（2021 - 2023年、Netflix） - パク・ボムグ 役
- グリッド（2022年、Disney＋） - キム・マノク 役
- 弱いヒーロー Class1（2022年、Wavve） - シウンの父 役
- 離婚弁護士シン・ソンハン（2023年、JTBC） - チャン・ヒョングン 役
- ムービング（2023年、Disney＋） - イ・ジェマン 役